# MITS
MITS (Micro Instrumentation and Telemetry Systems) was een Amerikaans elektronicabedrijf opgericht in Albuquerque, New Mexico.
Het bedrijf begon met het maken van elektronische rekenmachines in 1971 en PC's in 1975. Ed Roberts en Forrest Mims waren de oprichters van MITS.